# 倶利迦羅不動寺

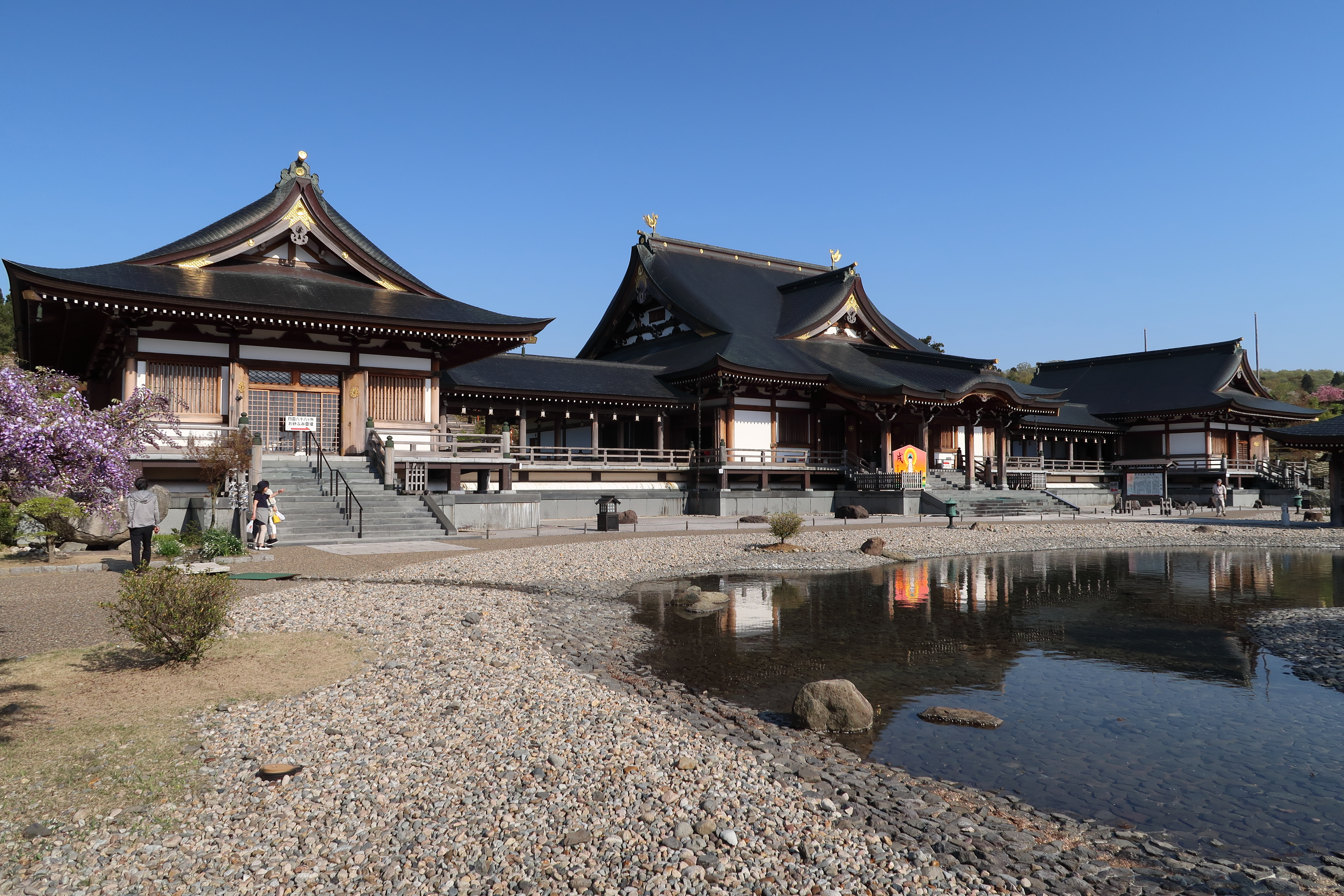
鳳凰殿

倶利迦羅不動寺（くりからふどうじ）は、石川県河北郡津幡町倶利伽羅にある高野山真言宗の別格本山である。本尊は倶利迦羅不動明王。

## 概要
倶利迦羅とはサンスクリット語の「kulihah」に由来する。「福徳円満の黒い龍」を意味し、剣に黒龍が巻き付いた本尊の名前から倶利迦羅山と呼ばれるようになった。

## 歴史
- 養老2年（718年）、倶利迦羅不動明王を、元正天皇の勅願により奉安された事が始まりと伝えられている。
- 弘仁2年（812年）、空海（弘法大師）が本尊と同体の不動尊像を彫り、別当山として長楽寺が開山。
- 昭和24年（1949年）、長楽寺跡に堂宇が再建され、倶利伽羅不動寺として復興。

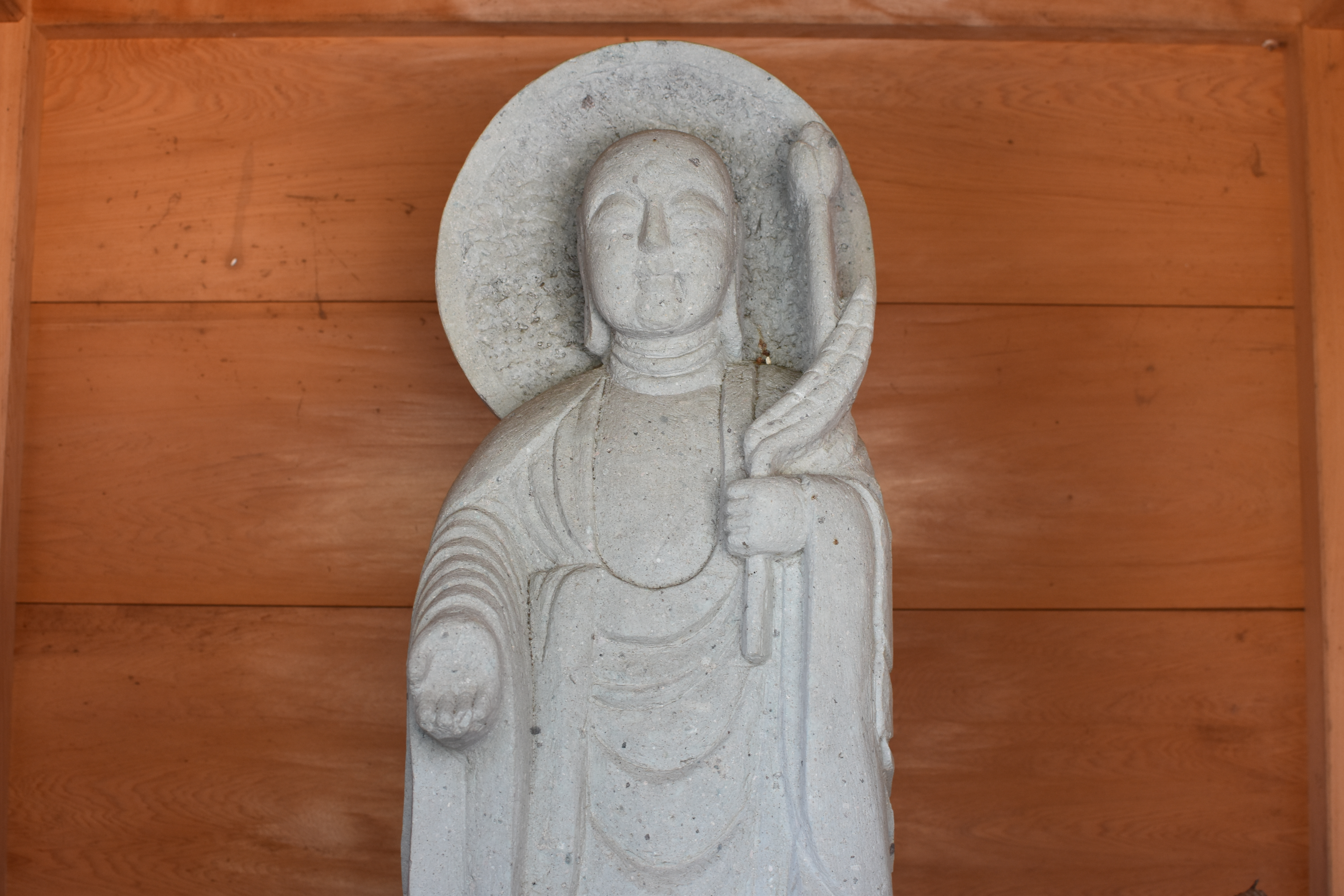
人柱となった地元の少女を祀る「おまん地蔵」

## 文化財

### 絵画
- 羅漢像：津幡町指定文化財
- 十一面観世音菩薩像：津幡町指定文化財

### 古文書
- 頼朝下文：津幡町指定文化財

### 史跡
- 七野墳墓群（2・3・4号墓）：津幡町史跡

## アクセス
- 山頂本堂
  - IRいしかわ鉄道 津幡駅から車で20分
  - 北陸自動車道 小矢部ICから車で20分
  - 北陸自動車道 金沢東ICから車で40分
- 鳳凰殿
  - IRいしかわ鉄道 津幡駅から車で15分
  - 北陸自動車道 小矢部ICから車で30分
  - 北陸自動車道 金沢東ICから車で30分